# Die Beste zum Schluss
Die Beste zum Schluss ist ein deutscher Fernsehfilm aus dem Jahr 2024 mit Sebastian Ströbel, Franziska Wulf und Marie Burchard, der unter der Regie von Markus Sehr entstand. Das Drehbuch von Michel Birbæk basiert auf dessen gleichnamigen, 2010 veröffentlichten Roman. Premiere der romantischen Komödie war am 11. Oktober 2024 bei den  Filmtagen Oberschwaben.

## Handlung
Mads ist ein 44-jähriger Architekt in Köln, dessen Lebenspartnerin Jenny 2022 gestorben ist. Seitdem hat er seine Lebensfreude verloren. Die neue Wohnung hatten sie noch gemeinsam ausgesucht, dort ist er vor einem Jahr und drei Monaten zwar eingezogen, diese steht aber noch weitgehend leer. Zufällig trifft er auf seine Jugendfreundin René, die einen Imbissstand betreibt und vor einem Jahr nach 25 Jahren aus Asien zurückgekehrt ist. René ist wie Mads Single und hat mittlerweile zwei Kinder, die neunjährige Lola und den sechsjährigen Oscar, während Mads keine eigenen Kinder hat. Der Vater der Kinder ist bei der Babysitterin in Asien geblieben. Ihre Mutter Marlies ist gestorben, ihr Vater Kurt Hanke lebt in Aachen.
René zieht mit ihren beiden Kindern in die Wohnung von Mads ein. Während Vater Kurt immer erwartet hatte, dass René und Mads eines Tages heiraten, führen die beiden nur eine platonische Beziehung. In Mads Architekturbüro rätseln seine Arbeitskollegen, ob er impotent oder homosexuell ist, und deswegen eine platonische Scheinbeziehung führt. René und Mads beschließen, für den jeweils anderen einen Partner zu suchen. Dazu gehen sie auf die Firmenparty von Mads Arbeitgeber auf einem Partyschiff am Rhein, wo Mads auf Eva trifft.
Bei der Heimfahrt teilen sich die drei ein Taxi. Nachdem sie keine weiteren Pläne hat, kommt Eva zu Mads mit. Nach einem längeren Gespräch schlafen sie alkoholisiert ein. Damit sich Eva und Mads wiedersehen müssen, nimmt René das Portemonnaie von Eva an sich, das Mads zu Eva bringt. Eva, Mads, René und die beiden Kinder gehen daraufhin gemeinsam zum Trampolinspringen. Bald darauf gesteht Eva Mads, dass sie am nächsten Tag dauerhaft nach Kanada auswandert, um alles hinter sich zu lassen und ein neues Leben zu beginnen. Eva und Mads verbringen daraufhin eine erste und letzte gemeinsame Liebesnacht. Am nächsten Tag bringt er sie zum Flughafen.
Nach einem Streit mit Benedict Donato, einem Auftraggeber seines Architekturbüros, entschließt sich Mads, seinen Resturlaub zu nehmen. Sein Chef Hans von der Reich hatte ihm bei der Einstellung versprochen, dass Mads Großaufträge betreuen dürfe. René erfährt, dass sie einen Gehirntumor hat. Gegenüber den Kindern will sie sich nichts anmerken lassen. Kurt redet Mads ins Gewissen, für die rechtliche Absicherung von René wäre es besser, wenn die beiden heiraten würden. Mads beschließt spontan, nach Kanada zu fliegen und Eva zu suchen. Bis zu Renés Operation in zwei Tagen möchte er wieder zurück sein. René und Mads vereinbaren zu heiraten, sollte sich bei der Operation herausstellen, dass der Tumor bösartig ist.
Tatsächlich findet Mads Eva in Kanada und die beiden verbringen eine gemeinsame Liebesnacht. Er erklärt ihr die Situation mit René und dass die beiden eventuell heiraten würden, er aber auch mit Eva mehr Zeit haben möchte. Eva gesteht, dass sie ihn mehr möge als Kanada. Später erfährt der Zuschauer, dass René im Jahr 2056 im Alter von 73 Jahren gestorben ist, nachdem der Tumor gutartig war. Mads hatte eine Familie mit René und eine mit Eva.

## Produktion
Die Dreharbeiten fanden vom 10. Oktober bis zum 8. November 2023 in Köln und Umgebung statt. Produziert wurde der Film von der Dreamtool Entertainment (Produzent Stefan Raiser) im Auftrag von ARD Degeto.
Die Kamera führte Paul Pieck, die Musik schrieb Andreas Weidinger, die Montage verantwortete Stefen Rocker und das Casting Karen Wendland und Phillis Dayanir. Das Szenenbild gestaltete Ellen Latz, das Kostümbild Caroline Habicht, den Ton Oliver Held und das Maskenbild Vanessa Schneider und Lisa Meier.

## Veröffentlichung
Premiere war am 11. Oktober 2024 bei den Filmtagen Oberschwaben.
In der ARD-Mediathek wurde der Film am 5. Februar 2025 veröffentlicht, im Ersten wurde der Film im Rahmen von Endlich Freitag im Ersten am 7. Februar 2025 erstmals ausgestrahlt.

## Rezeption

### Kritiken
Oliver Armknecht vergab auf film-rezensionen.de sechs von zehn Punkten. Die Liebeskomödie spiele mit den üblichen Klischees, gehe dabei aber einen eigenen Weg. Sympathisch sei etwa, wie sie sich tatsächlich für platonische Beziehungen starkmacht. Auch die Dialoge machten immer mal wieder Spaß, selbst wenn die Entwicklung überschaubar sei.
Rainer Tittelbach bewertete den Film auf tittelbach.tv mit 4,5 von 6 Sternen. Dieser sei keine typische romantische Komödie, sondern trete vielmehr höchst charmant den Beweis an, dass Männer und Frauen doch nur Freunde sein können. Das Schwere mit ernsthafter Leichtigkeit zu erzählen, darin bestünde die große Qualität dieses Films.
tvspielfilm.de urteilte: „Dialogstarker Patchwork-Spaß, der auch zu berühren weiß“. „Bergretter“ Sebastian Ströbel dürfe einmal eine humorvollere, weichere Seite von sich zeigen. Es seien vor allem die spritzigen Dialoge zwischen ihm und Franziska Wulf, die immer wieder amüsierten. Die Story hebe sich angenehm vom üblichen Beziehungskomödien-Brei ab und setze eine nette Schlusspointe.
Filmdienst.de bezeichnete die Produktion als romantische Komödie mit dramatischen Untertönen, die nicht allzu sehr die harmonische Leichtigkeit störten, aber dennoch so ernst genommen würden, dass Anteilnahme an den Figuren möglich sei. Auch die Darsteller hebten den Film auf solides Niveau.
Tilmann P. Gangloff meinte auf evangelisch.de, dass die Geschichte zunächst wie eine Kombination der romantisch-dramatischen Genres Tausendmal berührt und Plötzlich Papa  wirke. Bereits der Auftakt deute allerdings an, dass diese keine unbeschwerte Komödie ist. Der sympathische und bis hin zur Schlusspointe gern auch mal bissige Humor mache großen Spaß.

### Quote
Die Erstausstrahlung im Ersten am 7. Februar 2025 erreichte 3,91 Millionen Zuschauer und 15,2 Prozent Marktanteil.